# Фібрин
Фібрин (від лат. fibra — волокно) — високомолекулярний білок, що утворюється з фібриногену плазми крові ссавців під дією ферменту тромбіну; має форму гладких або поперечно-смугастих волокон, згустки яких складають основу тромбу при згортанні крові.

## Утворення фібрину
Фібрин утворюється в три стадії:
- На першій стадії під дією тромбіну від молекули фібріногену відщеплюються два пептиди А (молекулярна маса близько 2000 Да) і два пептиди Б (молекулярна маса близько 2500 Да) і утворюється мономер фібрину, побудований з двох ідентичних субодиниць, сполучених дисульфіднимі зв'язками. Кожна з субодиниць складається з трьох неоднакових поліпептидних ланцюжків, що позначаються а, b, g.

- На другій стадії мономер фібрину мимовільно перетворюється на згусток, називаємий агрегатом фібрину, або нестабілізованим фібрином. Агрегація мономеру фібрину (самоскладання фібринових волокон) включає перехід молекули із стану глобули в стан волокна. В утворенні агрегату фібрину беруть участь водневі і електростатичні зв'язки і сили гідрофобної взаємодії, які можуть бути ослаблені в концентрованих розчинах сечовини та інших агентів, що викликають денатурацію. Це приводить до відновлення мономеру фібрину. Утворення агрегату фібрину прискорюється речовинами, що несуть позитивний заряд (іони кальцію, протамінсульфат), та інгібується негативно зарядженими сполуками (гепарин).

- На третій стадії агрегат фібрину зазнає зміни, обумовлені ферментативною дією фібринстабілізуючого фактора XIII а (або фібринолігази). Під дією цього фактора утворюються міцні ковалентні зв'язки між g-, а також між а-поліпептидними ланцюжками молекул агрегату фібрину, внаслідок чого він стабілізується у полімер фібрину, нерозчинний в концентрованих розчинах сечовини. При природженій або придбаній недостатності в організмі фактору XIII і при деяких захворюваннях агрегат фібрину не стабілізується у полімер, що супроводжується кровоточивістю.

Фібрин отримують шляхом промивки і висушування кров'яного згустка. З фібрину готують стерильні губки і плівки для зупинки кровотечі з дрібних судин при різних хірургічних операціях.